# بنيامين (خزر)
بنيامين أو بنجامين وقد حكم إمبراطورية الخزر من نهاية القرن التاسع وبداية القرن العاشر. ومن المحتمل أنه كان إمبراطور مساعد(بك) وابن الإمبراطور مناحم. وقد حل محل بنيامين ابنه هارون الثاني بعد الإتفاق الذي قام به البيتشنغ والبرطاس والبلغار والأنجور. وفقا لرسائل (رسائل سشلشتر) التي وصلتنا.